# Pierre Richard
Pierre Richard (nacido Pierre Richard Maurice Charles Léopold Defays en Valenciennes, Nord, 16 de agosto de 1934) es un actor francés especialmente conocido por sus papeles de torpes soñadores en películas de comedia. Richard está considerado por muchos, junto con Louis de Funès y Gérard Depardieu, como uno de los cómicos más grandes y de mayor talento del cine francés en los últimos 50 años. También es director de cine y cantante ocasional.

## Biografía

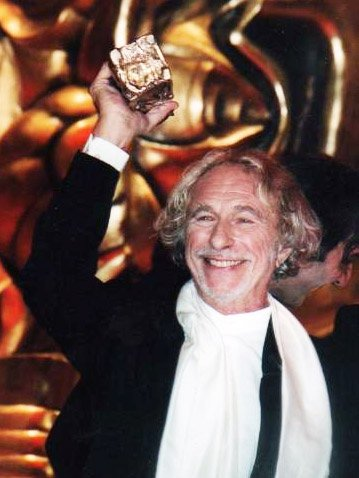
Pierre Richard en 2006

Richard comenzó su carrera como actor en el teatro. Trabajó con Yves Robert en Le grand blond avec une chaussure noire ("Rubio alto con un zapato negro") y su secuela Le retour du grand blond ("El retorno del rubio alto"), ambas escritas por Francis Veber. Veber lanzó a Richard mientras dirigía su primera propia película, Le Jouet ("El juguete"). Veber y Richard tuvieron una larga y exitosa carrera durante la década de 1980, gracias a tres comedias: La Chèvre ("La cabra"), Les Compères ("Los compadres") y Fugitifs ("Los fugitivos"), que compartió junto a Gérard Depardieu. Richard se trasladó de nuevo detrás de la cámara para dirigir On peut toujours rêver (Uno siempre puede soñar, de 1991) y Droit dans le mur ("Directamente a la pared", de 1997).
En 2006, la Académie des Arts et Techniques du Cinema le otorgó un César por su trayectoria..
Además de ser un actor y director de cine, Pierre Richard es también un hombre de negocios: es el dueño del restaurante parisino Au pied de chameau y de un viñedo de 20 hectáreas en el sur de Francia, que produce unas 80 000 botellas al año, incluyendo cerca de 12 000 botellas de vino rosado etiquetadas como Le Bel Évêque.
Cuando no está a cargo de su negocio de vinos, reside en París. Vivió durante muchos años en una barcaza en el Sena, en el centro de la capital francesa. Sus dos hijos son músicos: Olivier es un miembro del grupo de "Blues trottoir" y toca el saxofón, mientras que Christophe toca el contrabajo. Su nieto, Arthur Defays, es un modelo y actor joven.

## Filmografía

### Cine
| Año  | Título                                                    | Personaje                    | Director                             |
| ---- | --------------------------------------------------------- | ---------------------------- | ------------------------------------ |
| 1958 | Les Amants de Montparnasse                                | (no aparece en los créditos) | Jacques Becker                       |
| 1967 | Alexandre le bienheureux                                  | Colibert                     | Yves Robert                          |
| 1967 | Un idiot à Paris                                          | agente de policía            | Serge Korber                         |
| 1968 | La Prisonnière                                            | (no aparece en los créditos) | Henri-Georges Clouzot                |
| 1970 | Le Distrait                                               | Pierre Malaquet              | Pierre Richard                       |
| 1970 | Teresa                                                    | el solterón                  | Gérard Vergez                        |
| 1970 | Trois hommes sur un cheval                                | el pintor                    | Marcel Moussy                        |
| 1971 | La Coqueluche                                             | Pierre                       | Christian-Paul Arrighi               |
| 1972 | Les malheurs d'Alfred                                     | Alfred Dhumonttiey           | Pierre Richard                       |
| 1972 | Le grand blond avec une chaussure noire                   | François Perrin              | Yves Robert                          |
| 1973 | La raison du plus fou                                     | el estudiante                | Raymond Devos y François Reichenbach |
| 1973 | Je sais rien, mais je dirai tout                          | Pierre Gastié-Leroy          | Pierre Richard                       |
| 1974 | Juliette and Juliette                                     | Bob Rozenec                  | Remo Forlani                         |
| 1974 | Un nuage entre les dents                                  | Prévot                       | Marco Pico                           |
| 1974 | La moutarde me monte au nez                               | Pierre Durois                | Claude Zidi                          |
| 1974 | Le retour du grand blond                                  | François Perrin              | Yves Robert                          |
| 1975 | Trop c'est trop                                           | cameo                        | Didier Kaminka                       |
| 1975 | La Course à l'échalote                                    | Pierre Vidal                 | Claude Zidi                          |
| 1976 | On aura tout vu !                                         | François Perrin              | Georges Lautner                      |
| 1976 | Les Naufragés de l'île de la Tortue                       | Jean-Arthur Bonaventure      | Jacques Rozier                       |
| 1976 | Le jouet                                                  | François Perrin              | Francis Veber                        |
| 1978 | Je suis timide... mais je me soigne                       | Pierre Renaud                | Pierre Richard                       |
| 1978 | La Carapate                                               | Jean-Philippe Duroc          | Gérard Oury                          |
| 1980 | C'est pas moi, c'est lui                                  | Pierre Renaud                | Pierre Richard                       |
| 1980 | Le Coup du parapluie                                      | Grégoire Lecomte             | Gérard Oury                          |
| 1981 | La Chèvre                                                 | François Perrin              | Francis Veber                        |
| 1983 | Un chien dans un jeu de quilles                           | Pierre Cohen                 | Bernard Guillou                      |
| 1983 | Les Compères (ComDads)                                    | François Pignon              | Francis Veber                        |
| 1984 | Le Jumeau (The Twin)                                      | Matthias et Mathieu Duval    | Yves Robert                          |
| 1985 | Tranches de vie                                           | (no aparece en los créditos) | François Leterrier                   |
| 1986 | Les fugitifs                                              | François Pignon              | Francis Veber                        |
| 1988 | Mangeclous                                                | Mangeclous                   | Moshé Mizrahi                        |
| 1988 | À gauche en sortant de l'ascenseur                        | Yann Ducoudray               | Édouard Molinaro                     |
| 1990 | Promotion canapé                                          | cameo                        | Didier Kaminka                       |
| 1990 | Bienvenue à bord !                                        | autoestopista                | Jean-Louis Leconte                   |
| 1991 | On peut toujours rêver                                    | Charles de Boisleve          | Pierre Richard                       |
| 1992 | Vieille canaille                                          | Charlie                      | Gérard Jourd'hui                     |
| 1993 | La Cavale des fous                                        | Bertrand Daumale             | Marco Pico                           |
| 1994 | La Partie d'échecs                                        | Ambroise                     | Yves Hanchar                         |
| 1995 | L'Amour conjugal                                          | Squirrat                     | Benoît Barbier                       |
| 1997 | A Chef in Love (Shekvarebuli kulinaris ataserti retsepti) | Pascal Ichak                 | Nana Dzhordzhadze                    |
| 1997 | Droit dans le mur                                         | Romain                       | Pierre Richard                       |
| 2000 | 27 Missing Kisses                                         | capitán                      | Nana Dzhordzhadze                    |
| 2003 | Mariées mais pas trop                                     | Maurice Donnay               | Catherine Corsini                    |
| 2003 | Les Clefs de bagnole                                      | él mismo                     | Laurent Baffie                       |
| 2004 | En attendant le déluge                                    | Jean-René                    | Damien Odoul                         |
| 2005 | Le Cactus                                                 | Christian                    | Gérard Bitton and Michel Munz        |
| 2006 | Essaye-moi                                                | el padre de Yves-Marie       | Pierre-François Martin-Laval         |
| 2006 | Le Serpent                                                | Cendras                      | Eric Barbier                         |
| 2008 | Faubourg 36                                               | Max                          | Christophe Barratier                 |
| 2008 | King Guillaume                                            | William-Fernand              | Pierre-François Martin-Laval         |
| 2009 | Victor                                                    | Victor                       | Thomas Gilou                         |
| 2009 | Cinéman                                                   | cameo                        | Yann Moix                            |
| 2009 | Le Bonheur de Pierre                                      | Pierre Martin                | Robert Menard                        |
| 2011 | Et si on vivait tous ensemble                             | Albert                       | Stéphane Robelin                     |
| 2023 | Jeanne du Barry                                           | Duque de Richelieu           | Maïwenn                              |

### Televisión
- 1967: Malican père and fils, dirigido por Yannick Andréi, Marcel Cravenne y François Moreuil.
- 1969: Agence intérim, dirigido por Marcel Moussy and Pierre Neurrisse.
- 1980: Chouette, chat, chien... show, dirigido por Jacques Samyn.
- 1980: Ça va plaire, dirigido por Jean-Pierre Cassel y Bernard Lion.
- 2000: Sans famille, dirigido por Jean-Daniel Verhaeghe.
- 2003: Robinson Crusoé, dirigido por Thierry Chabert.

### Director
- 1970: Le Distrait
- 1972: Les Malheurs d'Alfred
- 1973: Je sais rien, mais je dirai tout
- 1978: Je suis timide... mais je me soigne
- 1980: C'est pas moi, c'est lui
- 1991: On peut toujours rêver
- 1997: Droit dans le mur

## Discografía seleccionada
- 1983: Madame Sardine